# Януш Болонек
Я̀нуш Боло̀нек (на полски: Janusz Bolonek), с рождено име Януа̀риуш Мико̀лай Болонек (на полски: Januariusz Mikołaj Bolonek) е полски римокатолически духовник, доктор по богословие и канонично право, ватикански дипломат, титулярен архиепископ на Мадаурус в Нумидия (1989 – 2016), апостолически нунций в Кот д'Ивоар, Нигер и Буркина Фасо (1989 – 1995), Румъния (1995 – 1998), Уругвай (1999 – 2008), България (2008 – 2013) и Македония (2011 – 2013).

## Биография
Януариуш Болонек е роден на 6 декември 1938 година в село Хута Длутовска, близо до Пабянице. Ръкоположен е за свещеник на 17 декември 1961 година от Ян Кулик, титулярен епископ на Рандус. На 25 септември 1989 година папа Йоан Павел II го номинира за титулярен архиепископ на Мадаурус и апостолически нунций в Кот д'Ивоар. Приема епископско посвещение (хиротония) на 20 октомври от ръката на папата, в съслужие с Едуард Касиди, титулярен епископ на Амантия и Франческо Коласуоно, титулярен епископ на Труентум. На 18 ноември е назначен за апостолически нунций в Нигер и Буркина Фасо.
Заемал е длъжността апостолически нунций в следните страни:
- Кот д'Ивоар (1989 – 1995)
- Румъния (1995 – 1998)
- Уругвай (1999 – 2008)
- България (2008 – 2013)
- Северна Македония (2011 – 2013)[2]

Апостолически нунций в България от 24 май 2008 г. На 4 май 2011 г. е назначен за апостолически нунций и в Македония, запазвайки длъжността си в България.

## Награди
- На 21 декември 2013 г. Януш Болонек е удостоен с орден „Мадарски конник“ I степен от Президента на Република България Росен Плевнелиев, за особено големите му заслуги за развитието на отношенията между Република България и Светия престол.[3]